# جشنواره بین‌المللی کتاب ادینبرو

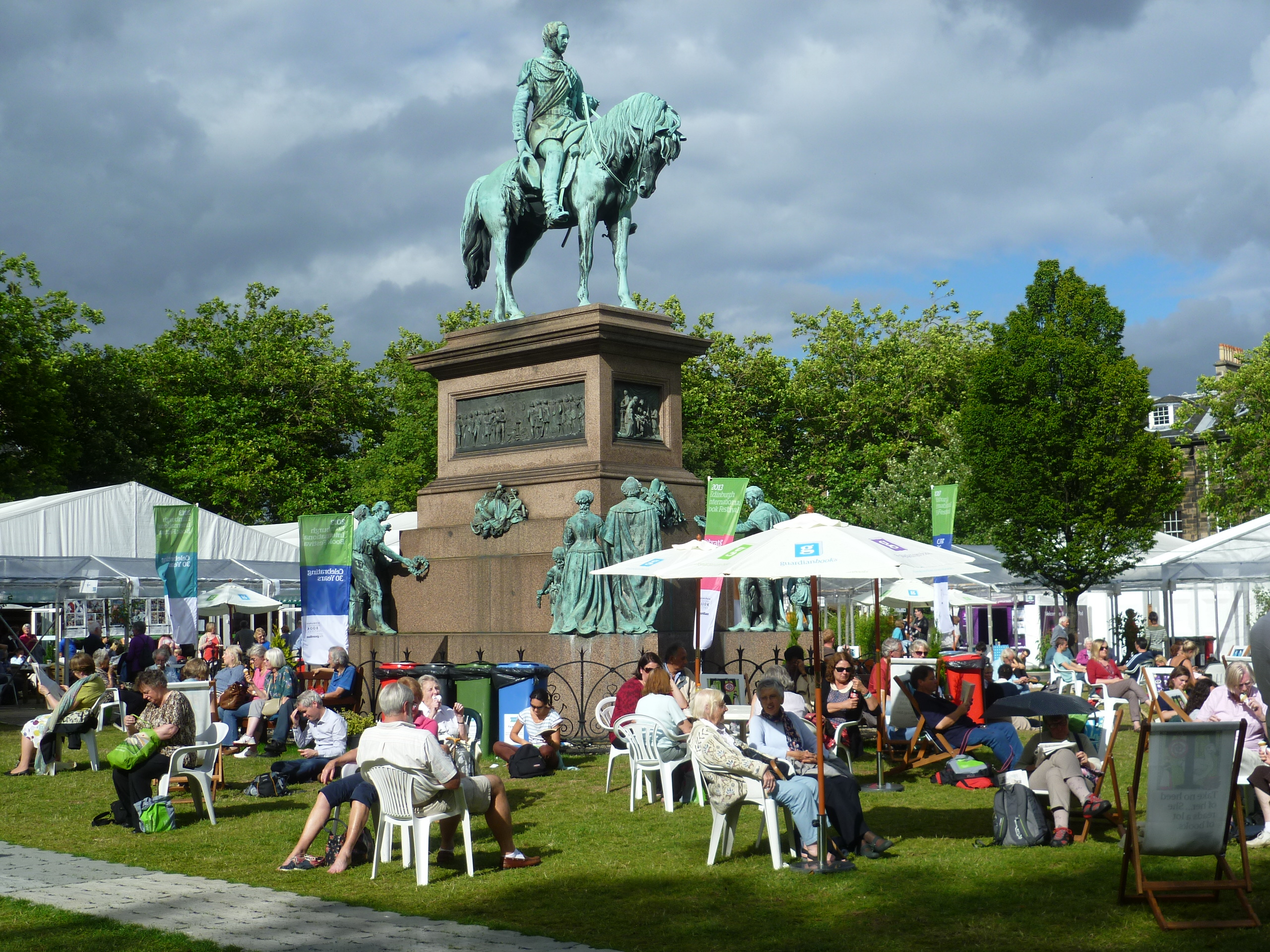
میدان شارلوت در زمان جشنواره بین‌المللی کتاب ادینبرا، ۲۰۱۳

جشنوارهٔ بین‌المللی کتاب ادینبرا (انگلیسی: Edinburgh International Book Festival؛ به اختصار EIBF) یک جشنوارهٔ کتاب است که در سه هفتهٔ پایانی اوت هر سال در میدان شارلوت واقع در مرکز پایتخت اسکاتلند، ادینبرا، برگزار می‌شود. این جشنواره که به عنوان بزرگ‌ترین جشنواره در نوع خود در جهان شناخته شده، میزبان مباحثات و مناظره‌های فرهنگی و سیاسی، همراه با برنامهٔ پرسابقهٔ رویدادهای کودکان است.
این جشنواره با جشنوارهٔ بین‌المللی ادینبرا، جشنوارهٔ فرینج ادینبرا و همچنین رویدادهای دیگری که جشنوارهٔ ادینبرا را تشکیل می‌دهند، همزمان است.